# 川西合耳菊
川西合耳菊（学名：Synotis solidaginea）是菊科合耳菊属的植物，是中国的特有植物。分布在中国大陆的西藏、四川、云南等地，生长于海拔2,900米至3,900米的地区，多生长于开旷阳坡，目前尚未由人工引种栽培。

## 别名
川西尾药菊

## 异名
- Senecio solidagineus Hand.-Mazz.